# U-Bahn Seoul
Die U-Bahn Seoul (서울 지하철) ist das Schnellbahnnetz der südkoreanischen Hauptstadt Seoul und ist mit jährlich ca. 2,5 Milliarden Fahrgästen eines der am stärksten in Anspruch genommenen U-Bahn-Systeme der Welt. Das Netz besteht aus städtisch geprägten Linien und Bahnstrecken, die weit in die Vororte führen. Mit dem Great Train eXpress ist ein überlagerndes Netz besonders schneller Verbindungen in Bau.

## Betreibergesellschaften
Das Streckennetz besteht aus neun Linien und wird von vier verschiedenen Gesellschaften betrieben. Zum Metrosystem gehören außerdem die fünf meist oberirdischen Schienen-Strecken A, B, G, I und J.
- Seoul Metro betreibt die Linie 2, die unterirdischen Teile der Linie 1 sowie große Teile der Linien 3 und 4, die Linien 5 bis 8.
- KORAIL betreibt den Großteil der Linie 1, Teile der Linien 3 und 4, und Seouls S-Bahn-Linien 1, 3, 4, sowie Gyeongui-Jungang, Gyeongchun, Suin-Bundang und Gyeonggang. KORAIL ist das staatseigene Eisenbahnverkehrsunternehmen, das auch den ganz überwiegenden Teil des Eisenbahnverkehrs in Südkorea anbietet. Auf der U-Bahn Seoul erbringt es täglich über 2500 Fahrten, die 3,2 Mio. Reisende am Tag und 1,16 Mrd. im Jahr befördern.[1]
- Metro 9 (Veolia Transport) betreibt die Linie 9.
- AREX betreibt die gleichnamige Linie zwischen dem Bahnhof Seoul über den Flughafen Gimpo zum Flughafen Incheon.

## Nutzung
Die U-Bahn zeichnet sich durch eine einheitliche und konsequent durchgehaltene Farbkodierung der einzelnen Linien an Zügen, Stationen, Karten und Verbindungswegen aus. Auf diesem Weg wird eine einfache Orientierung für Ortsfremde und der koreanischen Schrift Unkundige ermöglicht.
Jeder U-Bahnhof hat außerdem eine Nummer, an der er eindeutig identifiziert werden kann. Die Nummern sind dreistellig, wobei die erste Ziffer die U-Bahn-Linie angibt, die beiden anderen hingegen sind eine eindeutige Nummer für den Bahnhof. Das vereinfacht die Orientierung. Außerdem werden immer der vorherige und der nächste Bahnhof (mit Nummer) angezeigt. Ein Umsteigebahnhof hat für jeden Bahnsteig eine Nummer, da diese pro U-Bahn-Linie vergeben werden. Viele U-Bahn-Stationen haben auf der Bahnsteigkante eine Glaswand. Deren Türen öffnen sich synchron mit den Zugtüren, sobald der Zug eingelaufen ist und am Bahnsteig steht. Das schützt vor Lärm, Staub und verhindert, dass bei Gedränge jemand zwischen Bahnsteig und Zug gerät.
Der Preis für die Fahrt ergibt sich aus der Entfernung (in der Innenstadt immer 1.400 Won für eine einfache Fahrt). Das Ticket muss zuvor an Fahrkartenautomaten gekauft werden. Es wird beim Betreten der U-Bahn-Station am Drehkreuz entwertet und beim Verlassen wieder in den Automaten eingeführt. Auf das Hartplastik-Ticket wird ein Pfand von 500 Won erhoben; den Pfandbetrag erhält der Fahrgast nach der Fahrt an eigens dafür eingerichteten Automaten zurück. Um das ständige Kaufen von Einzelfahrkarten zu vermeiden, benutzen viele Fahrgäste aufladbare Karten wie die Tmoney Card oder die Cashbee Card. Damit können das U-Bahnsystem und die Busse genutzt werden. Sie haben zudem eine begrenzte allgemeine Kreditkartenfunktion.

## Netz

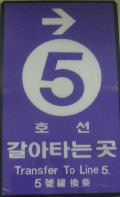
Wegweiser zur Linie 5

| Farbe                                       | Linienname                                  | Linienname (Hangeul)                        | Ausgangstation(en)                                  | Endstation(en)                              | Anzahl der Stationen                        | Gesamtlänge (in km)                                   | Betreiber                                   |
| U-Bahn Seoul und Durchbindung S-Bahn-Linien | U-Bahn Seoul und Durchbindung S-Bahn-Linien | U-Bahn Seoul und Durchbindung S-Bahn-Linien | U-Bahn Seoul und Durchbindung S-Bahn-Linien         | U-Bahn Seoul und Durchbindung S-Bahn-Linien | U-Bahn Seoul und Durchbindung S-Bahn-Linien | U-Bahn Seoul und Durchbindung S-Bahn-Linien           | U-Bahn Seoul und Durchbindung S-Bahn-Linien |
| ------------------------------------------- | ------------------------------------------- | ------------------------------------------- | --------------------------------------------------- | ------------------------------------------- | ------------------------------------------- | ----------------------------------------------------- | ------------------------------------------- |
| Dunkelblau                                  | Linie 1                                     | 1호선                                       | Soyosan                                             | Incheon                                     | 10 (U-Bahn Seoul Metro) 88 (S-Bahn KORAIL)  | 7,8 km (U-Bahn Seoul Metro) 192,8 km (S-Bahn KORAIL)  | Seoul Metro KORAIL                          |
| Dunkelblau                                  | Linie 1                                     | 1호선                                       | Kwangwoon University (Kwangwoon Universität)        | Seodongtan                                  | 10 (U-Bahn Seoul Metro) 88 (S-Bahn KORAIL)  | 7,8 km (U-Bahn Seoul Metro) 192,8 km (S-Bahn KORAIL)  | Seoul Metro KORAIL                          |
| Dunkelblau                                  | Linie 1                                     | 1호선                                       | Kwangwoon University (Kwangwoon Universität)        | Sinchang                                    | 10 (U-Bahn Seoul Metro) 88 (S-Bahn KORAIL)  | 7,8 km (U-Bahn Seoul Metro) 192,8 km (S-Bahn KORAIL)  | Seoul Metro KORAIL                          |
| Dunkelblau                                  | Linie 1                                     | 1호선                                       | Yeongdeungpo                                        | Gwangmyeong                                 | 10 (U-Bahn Seoul Metro) 88 (S-Bahn KORAIL)  | 7,8 km (U-Bahn Seoul Metro) 192,8 km (S-Bahn KORAIL)  | Seoul Metro KORAIL                          |
| Grün                                        | Linie 2                                     | 2호선                                       | City Hall (Rathaus)                                 | City Hall (Rathaus) (Ringlinie)             | 51                                          | 60,2 km                                               | Seoul Metro                                 |
| Grün                                        | Linie 2                                     | 2호선                                       | Seongsu                                             | Sinseol-dong (Nebenlinie)                   | 51                                          | 60,2 km                                               | Seoul Metro                                 |
| Grün                                        | Linie 2                                     | 2호선                                       | Sindorim                                            | Kkachisan (Nebenlinie)                      | 51                                          | 60,2 km                                               | Seoul Metro                                 |
| Orange                                      | Linie 3                                     | 3호선                                       | Daehwa                                              | Ogeum                                       | 34 (U-Bahn Seoul Metro) 10 (S-Bahn KORAIL)  | 38,2 km (U-Bahn Seoul Metro) 19,2 km (S-Bahn KORAIL)  | Seoul Metro KORAIL                          |
| Blau                                        | Linie 4                                     | 4호선                                       | Jinjeop                                             | Oido                                        | 29 (U-Bahn Seoul Metro) 22 (S-Bahn KORAIL)  | 45,3 km (U-Bahn Seoul Metro) 40,0 km (S-Bahn KORAIL)  | Seoul Metro KORAIL                          |
| Violett                                     | Linie 5                                     | 5호선                                       | Banghwa                                             | Hanam Geomdansan                            | 56                                          | 60,0 km                                               | Seoul Metro                                 |
| Violett                                     | Linie 5                                     | 5호선                                       | Banghwa                                             | Macheon                                     | 56                                          | 60,0 km                                               | Seoul Metro                                 |
| Braun                                       | Linie 6                                     | 6호선                                       | Eungam                                              | Bonghwasan                                  | 38                                          | 35,1 km                                               | Seoul Metro                                 |
| Oliv                                        | Linie 7                                     | 7호선                                       | Jangam                                              | Seongnam                                    | 42 (U-Bahn Seoul Metro) 11 (U-Bahn ITC)     | 49,1 km (U-Bahn Seoul Metro) 12,2 km (U-Bahn ITC)     | Seoul Metro Incheon Transit Corporation     |
| Rosé                                        | Linie 8                                     | 8호선                                       | Byeollae                                            | Moran                                       | 24                                          | 30,2 km                                               | Seoul Metro                                 |
| Gold                                        | Linie 9                                     | 9호선                                       | Gaehwa                                              | VHS Medical Center                          | 25 (U-Bahn Metro 9) 13 (U-Bahn Seoul Metro) | 27,0 km (U-Bahn Metro 9) 13,6 km (U-Bahn Seoul Metro) | Metro 9 Seoul Metro                         |
| Hellgrün                                    | Ui LRT (Stadtbahnlinie)                     | 우이신설선                                  | Bukhansan Ui                                        | Sinseol-dong                                | 15                                          | 11,4 km                                               | UiTrans LRT                                 |
| Hellblau                                    | Silim-Linie (Stadtbahnlinie)                | 신림선                                      | Gwanaksan                                           | Saetgang                                    | 11                                          | 7,8 km                                                | Rotem SRS                                   |
| S-Bahn-Linien                               |                                             |                                             |                                                     |                                             |                                             |                                                       |                                             |
| Ozeanblau                                   | AREX (Flughafen-Eisenbahn)                  | 공항철도 (Airport Express)                  | Seoul Station                                       | Incheon International Airport Terminal 2    | 11                                          | 58,0 km                                               | AREX                                        |
| Gelb                                        | Suin-Bundang-Linie                          | 수인분당선                                  | Wangsimni (Cheongnyangni)                           | Incheon                                     | 62 (63)                                     | 104,5 km (106,9 km)                                   | KORAIL                                      |
| Smaragd                                     | Gyeongui-Jungang-Linie                      | 경의중앙선                                  | Munsan (Imjingang oder Dorasan)                     | Seoul Station (Nordteil)                    | 54 (58)                                     | 118,9 km (124,9 oder 128,5 oder 132,2 km)             | KORAIL                                      |
| Smaragd                                     | Gyeongui-Jungang-Linie                      | 경의중앙선                                  | Munsan (Imjingang oder Dorasan)                     | Yongmun (Jipyeong)                          | 54 (58)                                     | 118,9 km (124,9 oder 128,5 oder 132,2 km)             | KORAIL                                      |
| Smaragd                                     | Gyeongchun-Linie                            | 경춘선                                      | Sangbong (Cheongnyangni oder Kwangwoon Universität) | Chuncheon                                   | 21 (24 oder 22)                             | 81,5 km (84,7 oder 85,6 km)                           | KORAIL                                      |
| Rot                                         | Sinbundang-Linie                            | 신분당선                                    | Sinsa                                               | Gwanggyo                                    | 16                                          | 33,4 km                                               | Neotrans                                    |
| KORAIL Blau                                 | Gyeonggang-Linie                            | 경강선                                      | Pangyo                                              | Yeoju                                       | 11                                          | 56,0 km                                               | KORAIL                                      |
| Dunkelgrün                                  | Seohae-Linie                                | 서해선                                      | Wonsi                                               | Ilsan                                       | 21                                          | 47,0 km                                               | E-Rail                                      |
| U-Bahnen und Peoplemover in Sudogwon        |                                             |                                             |                                                     |                                             |                                             |                                                       |                                             |
| Himmelblau                                  | Linie 1 (U-Bahn Incheon)                    | 인천 1호선                                  | Gyeyang                                             | Songdo Moonlight Festival Park              | 30                                          | 30,3 km                                               | Incheon Transit Corporation                 |
| Orange                                      | Linie 2 (U-Bahn Incheon)                    | 인천 2호선                                  | Geomdan Oryu                                        | Unyeon                                      | 27                                          | 29,1 km                                               | Incheon Transit Corporation                 |
| Gelborange                                  | Uijeongbu LRT (Stadtbahn Uijeongbu)         | 의정부경전철                                | Hoeryong                                            | Tapseok                                     | 15                                          | 10,6 km                                               | ULINE                                       |
| Lichtgrün                                   | Everline (Stadtbahn Yongin)                 | 에버라인 (용인경전철)                       | Giheung                                             | Jeondae/Everland                            | 15                                          | 18,5 km                                               | YongIn EverLine                             |

### Linie 1

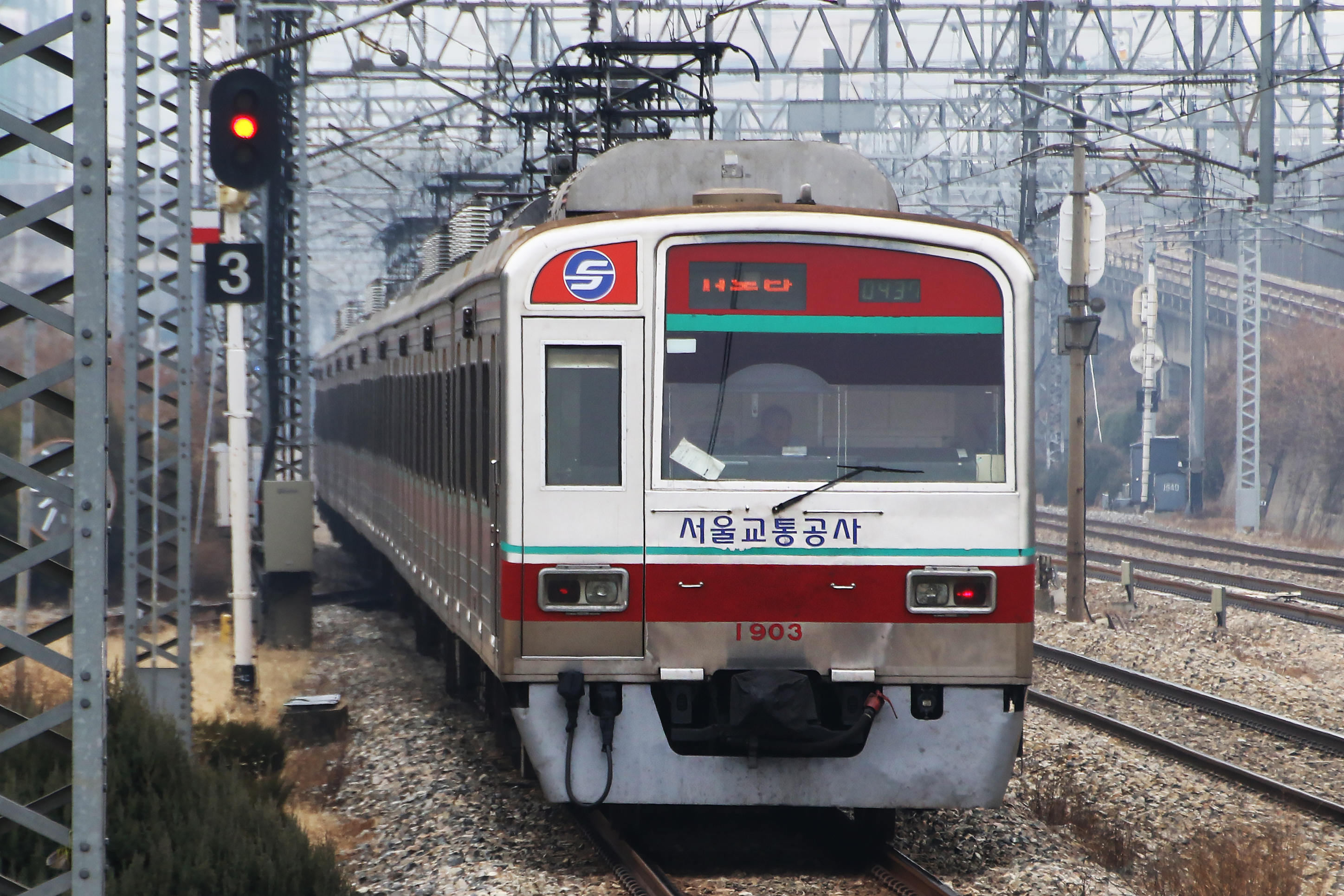
Inzwischen ausgemusterter Zug der Baureihe 1000 bei der Ausfahrt aus Geumjeong (2017)

Erbaut von 1971 bis 1974 wurde sie am 15. August 1974 eröffnet. Sie verläuft durch das Zentrum des Geschäftsviertels und verbindet die Korail Gyeongbu-, Gyeongin- und Gyeongwon-Linien. Die Linie 1 ist die einzige mit Linksverkehr.

### Linie 2

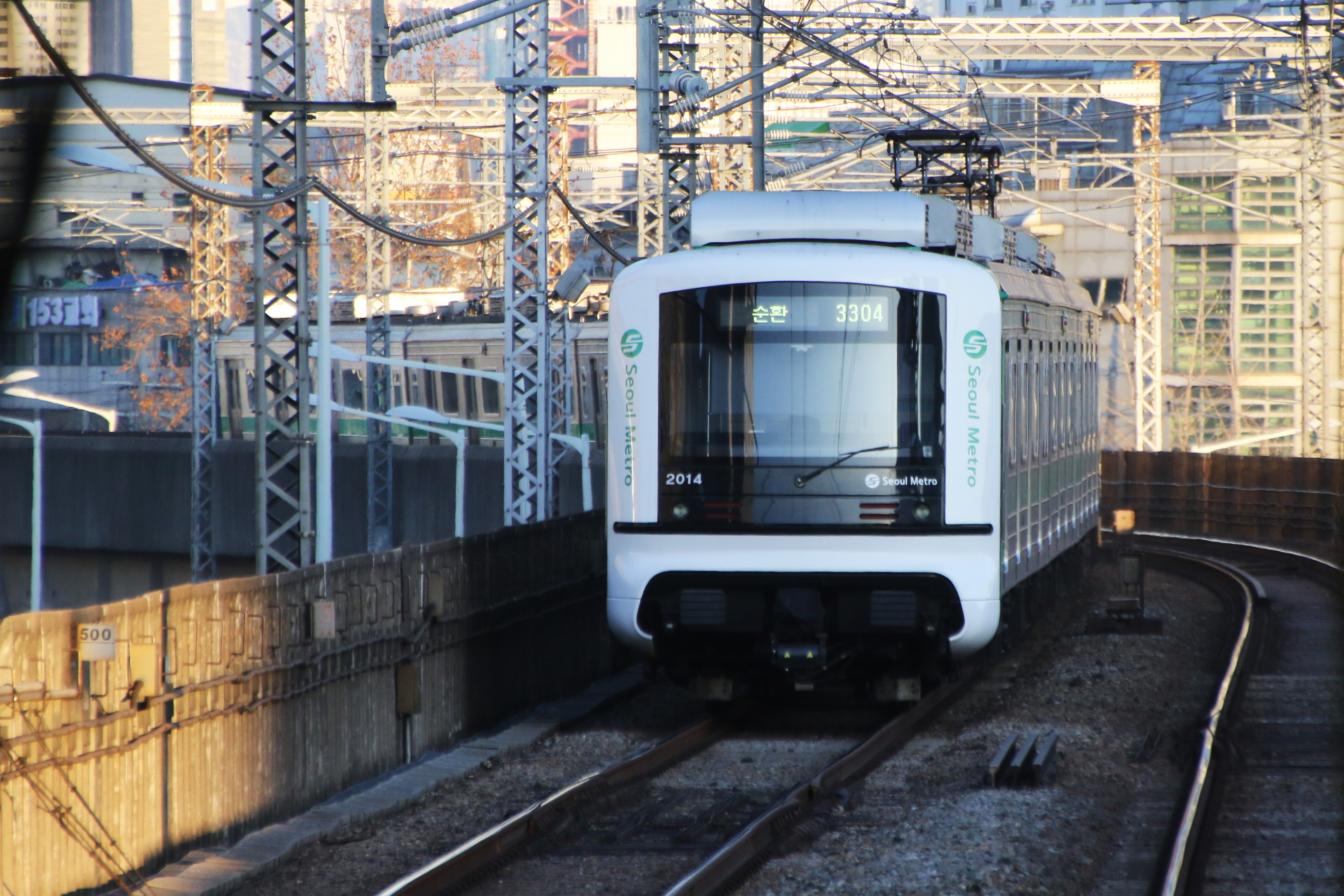
Zug der Linie 2 bei der Einfahrt in den Bahnhof Guro Digital Complex

Diese Ringlinie wurde im ersten Abschnitt, einschließlich des Abzweigs nach Sinseol-dong, in den Jahren 1978–1984 fertiggestellt. Ein weiterer Abzweig wurde zwischen 1978 und 1984 ergänzt. Diese Linie verbindet das Stadtzentrum mit Gangnam im Süden, dem zweiten Stadtzentrum Seouls.

### Linie 3

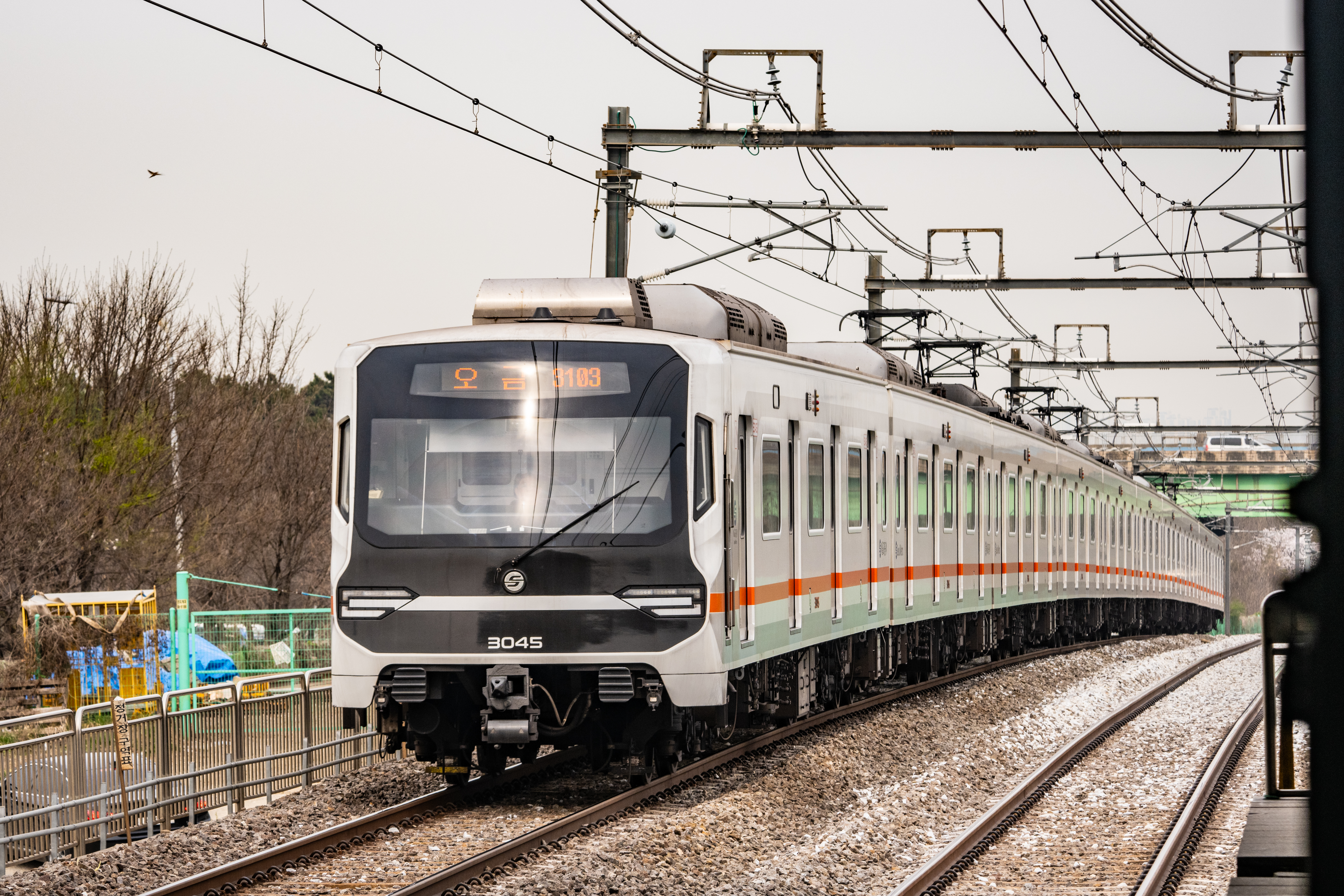
Zug der neuesten Generation der Linie 3

In den Jahren 1980 bis 1993 erbaut, verbindet sie die nordwestlichen Vororte von Seoul mit dem Stadtzentrum und Gangnam.

### Linie 4
Der stark bevölkerte Stadtteil im Nordosten der Stadt wird durch die Linie 4 mit dem Süden verbunden. Erbaut von 1980 bis 1994, verläuft sie durch das alte Stadtzentrum und verbindet im Süden darüber hinaus die Orte Ansan und Oido.

### Linie 5
Diese bedeutende Ost-West-Verbindung mit Anschluss an den Flughafen Gimpo und dem Geschäftsviertel Yeouido wurde von 1990 bis 1996 gebaut. 2020 und 2021 fanden jeweils Erweiterungen nach Hanam statt.

### Linie 6
Als Teil des großen Erweiterungsprogramms wurde am 7. August 2000 die erste Teilstrecke eröffnet. Die Strecke verläuft U-förmig, mit einer kleinen Schleife, von Yeonsinnae nach Südosten über Itaewon nach Bonghwasan. Endgültig fertiggestellt wurde diese Linie am 3. August 2001.

### Linie 7

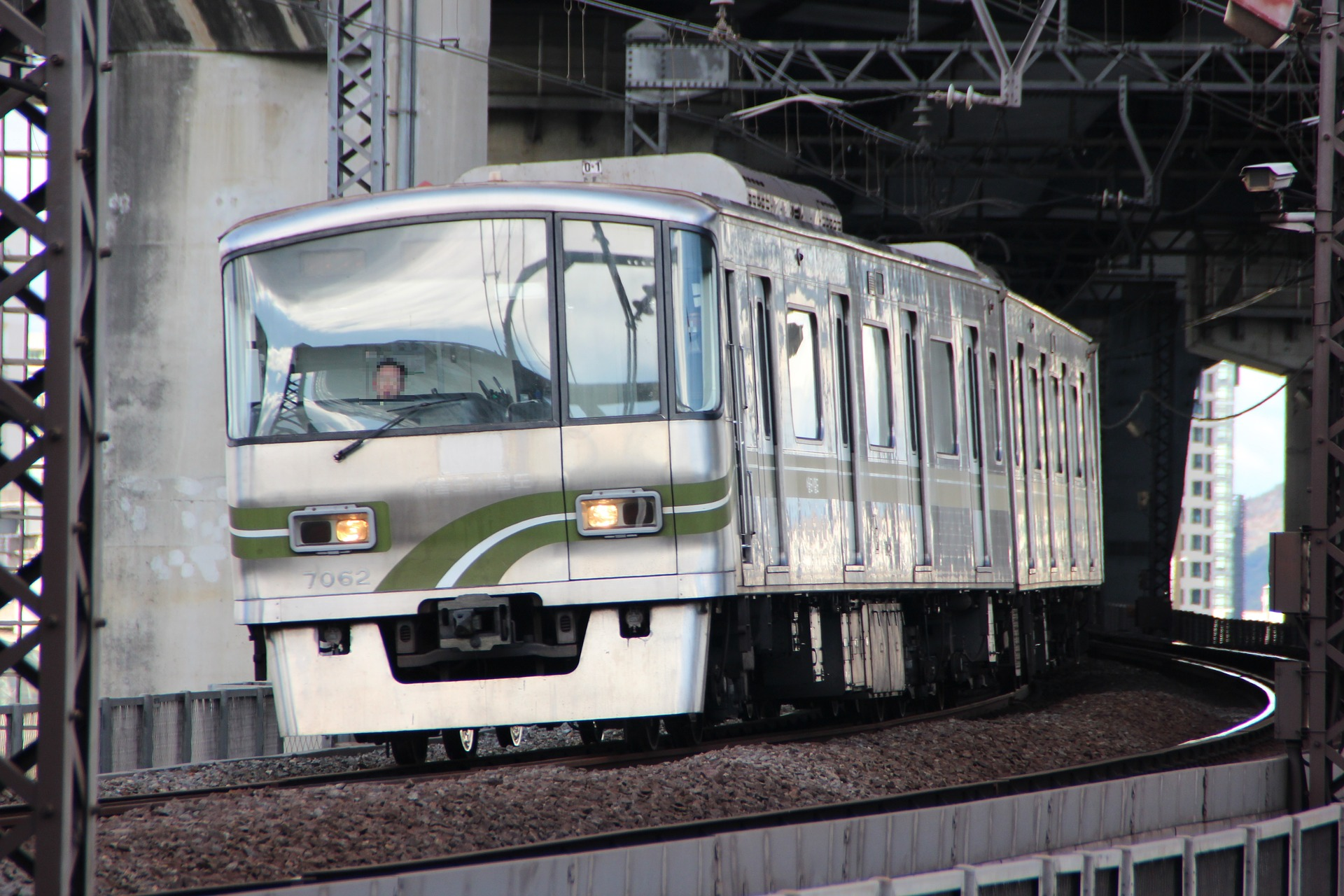
Zug der Linie 7

An der Linie 7 wurde von 1990 bis 1996 zwischen Jangam und der Konkuk-Universität gearbeitet. Fertiggestellt wurde die heutige Strecke, die bis nach Onsu im Westen verläuft, am 29. Februar 2000. Der Nord-Süd-Abschnitt verläuft zwar nicht durch das Stadtzentrum, verbindet aber Gangnam direkt mit den nördlichen Stadtteilen. Seit 2021 endet die Linie an der Station Seongnam und verbindet dort mit Linie 2 der U-Bahn Incheon.

### Linie 8
Als kürzeste, von 1990 bis 1999 gebaute Linie versorgt den südöstlichen Teils Seoul und die Satellitenstadt Seongnam. Im August 2024 wurde die Linie um 12 Kilometer nach Norden erweitert und endet nun an der Station Byeollae.

### Linie 9
Im Juli 2009 eröffnet, ist die Linie 9 die erste Metrolinie Seouls, die Expressverkehre anbietet. Dafür wurde die Strecke dreigleisig gebaut. Als schnelle Ost-West-Verbindung südlich des Flusses Hangang verbindet sie den Flughafen Gimpo mit dem südlichen Stadtzentrum. Im März 2015 beziehungsweise Dezember 2018 wurde die Linie von Sinnonhyeon über Sports Complex zum VHS Medical Center verlängert. Sie wird privat von einem Konsortium der französischen Veolia- und der koreanischen Rotem-Gruppe betrieben.

## Rollmaterial
Es werden derzeit zahlreiche Baureihen eingesetzt, wobei die meisten Baureihen über ähnliche Parameter verfügen. Auf den konventionellen Linien werden zumeist Fahrzeuge eingesetzt, bei denen die Wagen über 4 Türen pro Seite sowie eine Längsbestuhlung verfügen. 
Die Bezeichnungen der Wagen weisen sowohl für die Wagen der Seouler U-Bahn wie auch für die Wagen der Korail folgende Besonderheit auf: Die Wagen der Seouler U-Bahn und der DX-Line haben vierstellige Nummern (abcc); die der Korail sechsstellige (aaabcc), wobei „a“ die Baureihe bezeichnet, und „cc“ die laufende Wagennummer. Unter „b“ ist der Wagen im jeweiligen Zug bezeichnet. Ein Beispiel: 351629 ist der 7. Wagen des 29. Zuges der Korail-Baureihe 351; 351029 ist der erste Wagen und 351929 der letzte Wagen – auch wenn der Zug weniger Wagen haben sollte.
Auf den Linien werden folgende Parameter verwendet:
- Linien 1, 4: 10 Wagen, 1500 V Gleichstrom sowie 25 kV 60 Hz Wechselstrom über Oberleitung, Höchstgeschwindigkeit 110 km/h
- Linien 2, 3: 10 Wagen, 1500 V Gleichstrom über Oberleitung, Höchstgeschwindigkeit 80 km/h
- Linien 5, 6, 7, 8, Linie 1 der U-Bahn Inechon: 8 Wagen, 1500 V Gleichstrom über Oberleitung, Höchstgeschwindigkeit 80 km/h
- Linie 9: 6 Wagen, 1500 V Gleichstrom über Oberleitung, Höchstgeschwindigkeit 80 km/h
- AREX: 6 Wagen, 25 kV 60 Hz Wechselstrom über Oberleitung, Höchstgeschwindigkeit 110 km/h
- Gyeongui–Jungang-Linie, Gyeongchun-Linie, Gyeonggang-Linie, Seohae-Linie: 8 Wagen, 25 kV 60 Hz Wechselstrom über Oberleitung, Höchstgeschwindigkeit 110 km/h
- Suin-Budang-Linie: 6 Wagen, 25 kV 60 Hz Wechselstrom über Oberleitung, Höchstgeschwindigkeit 110 km/h
- Ui-LRT, Linie 2 der U-Bahn Inechon: 2 Wagen, 750 V Gleichstrom über Stromschiene, Höchstgeschwindigkeit 70 km/h
- Silim-Linie, 3 Wagen, 750 V Gleichstrom über Stromschiene, Höchstgeschwindigkeit 60 km/h, Gummibereifung
- Shinbundang-Linie: 6 Wagen, 25 kV 60 Hz Wechselstrom über Oberleitung, Höchstgeschwindigkeit 120 km/h
- EverLine, Gimpo-Linie: 2 Wagen, 750 V Gleichstrom über Stromschiene, Höchstgeschwindigkeit 80 km/h
- U Line: 2 Wagen, 750 V Gleichstrom über Stromschiene, Höchstgeschwindigkeit 80 km/h, VAL

## Weiterer Ausbau
Folgende Strecken sind derzeit im Bau:
- Verlängerung Gyeonggang-Linie von Pangyo nach Wolgot, Eröffnung 2026
- Neueröffnung Sinansan-Linie zwischen Yeouido und Songsan sowie Hanyang-Universität, Eröffnung 2025
- Verlängerung Linie 7 nach Okjeong, Eröffnung 2025
- Verlängerung Linie 7 von Seongnam nach Cheongna, Eröffnung 2027
- Verlängerung Linie 9 von VHS Medical Center nach Saemteo Park, Eröffnung 2028
- Nachträgliche Ergänzung der Station Hagik auf der Siun-Budang-Linie

Für folgende Strecken wurde der Bau genehmigt:
- Neubau Wirye-Sinsa-Linie von Wirye nach Sinsa
- Verlängerung Linie 7 von Kojejong nach Pocheon
- Verlängerung Shinbundang-Linie von Sinsa nach Yongsan
- Verlängerung Shinbungang-Linie von Gwanggyo Jungang nach Homaesil, Baubeginn ab 2023
- Neubau Seobu-Linie von Gwanaksan nach Saejeol, Baubeginn ab 2023
- Neubau Indeogwon-Dongtan-Linie von Indeogwon nach Dongtan, Baubeginn ursprünglich ab 2021 geplant
- Neubau GTX B von Songdo nach Maseok, Realisierung als S-Bahn
- Neubau GTX C von Suwon nach Deokjeong, Baubeginn ursprünglich ab 2022 geplant, Realisierung als S-Bahn

Darüber hinaus sind folgende Strecken geplant:
- Neubau Gangbukhoengdan-Linie von Cheongnyangni nach Mok-Dong
- Bau einer Zweigstrecke der Ui LRT von Solbat Park nach Banghak
- Neubau Myeonmok-Linie von Cheongnyangni nach Sinnae
- Neubau Mok-dong-Linie von Sinwol-dong nach Dangsan
- Verknüpfung Silim-Linie und Seobu-Linie durch eine Strecke zwischen der nationalen Universität und Gwanaksan
- Einrichtung Eilkurse der Linie 4 zwischen Danggogae und Namtaeryeong
- Einrichtung Pendelverkehr der Linie 4 zwischen Gubeundari und Dunchon-dong